# Pierre Brousse
Pour les articles homonymes, voir Brousse.
Pierre Brousse, né le 30 novembre 1926 à Limoges et mort le 30 juillet 1992 à Paris 5e, est un homme politique français.

## Biographie

### Jeunesse et études
Pierre Brousse est le neveu de Pierre Messmer. Il suit ses études secondaires au lycée de Tulle. Il s'inscrit ensuite à l'université de Paris et y prépare une licence de lettres, ainsi que le diplôme de l'Institut d'études politiques de Paris.

### Parcours professionnel
Après la démission du premier gouvernement de Jacques Chirac en août 1976, il symbolisa en tant que membre de la direction du Mouvement des radicaux de gauche, l’ouverture à gauche voulue par le président Giscard d’Estaing et entra au gouvernement de Raymond Barre. Il en symbolisa aussi l’échec puisqu’il fut évincé du gouvernement à la suite de sa défaite aux élections municipales de mars 1977.

### Fonctions ministérielles
- Ministre du Commerce et de l'Artisanat du 29 août 1976 au 29 mars 1977

### Mandats
- Sénateur de l'Hérault de 1968 à 1976
- Maire de Béziers de 1967 à 1977
- Conseiller général de l'Hérault (canton de Béziers-1) de 1967 à 1982
- Conseiller régional du Languedoc-Roussillon de 1973 à 1976
- Conseiller d'État de 1979 à 1992

## Distinctions
- Croix de commandeur de l'ordre du Mérite
- Officier de la Légion d'honneur
- Officier de l'ordre national du Mérite
- Chevalier de l'ordre du Mérite agricole